# 井坂絵美

井坂 絵美（いさか えみ、1984年6月30日 - ）は、フロンティアコーポレーション所属のレースクイーン。ニックネームはえみりん。

## プロフィール
- 大阪府出身。
- 趣味はダンス、ケーキ、歌。

## レースクイーン
- 2002年　GT選手権マッハ号マリージュノーイメージガール（レースクィーン）
- 2007年　SUPER GT2007 マリオレーシングギャル（レースクィーン）

## キャンギャル
- 2001年　第2回大阪モーターショーナビメイト
- 2006年〜　三菱ROARガール

他

## メディア
TV
- MAXハニー（奈良テレビ、三重テレビ）